# Station Uithuizermeeden
Station Uithuizermeeden is het spoorwegstation van de plaats Uithuizermeeden in de provincie Groningen.
Het is gelegen aan de op 16 augustus 1893 geopende spoorlijn Groningen – Roodeschool. De lijn naar Roodeschool werd vanaf Sauwerd aangelegd door de Groninger Lokaalspoorwegmaatschappij. Het oude station is afgebroken en vervangen door een abri.

## Verbindingen
| Serie      | Treinsoort         | Route                                                 | Bijzonderheden                                 |
| ---------- | ------------------ | ----------------------------------------------------- | ---------------------------------------------- |
| 37600 RS 4 | Stoptrein (Arriva) | Groningen – Uithuizermeeden – Roodeschool – Eemshaven | Vier à vijf treinen per dag van/naar Eemshaven |

## Afbeeldingen

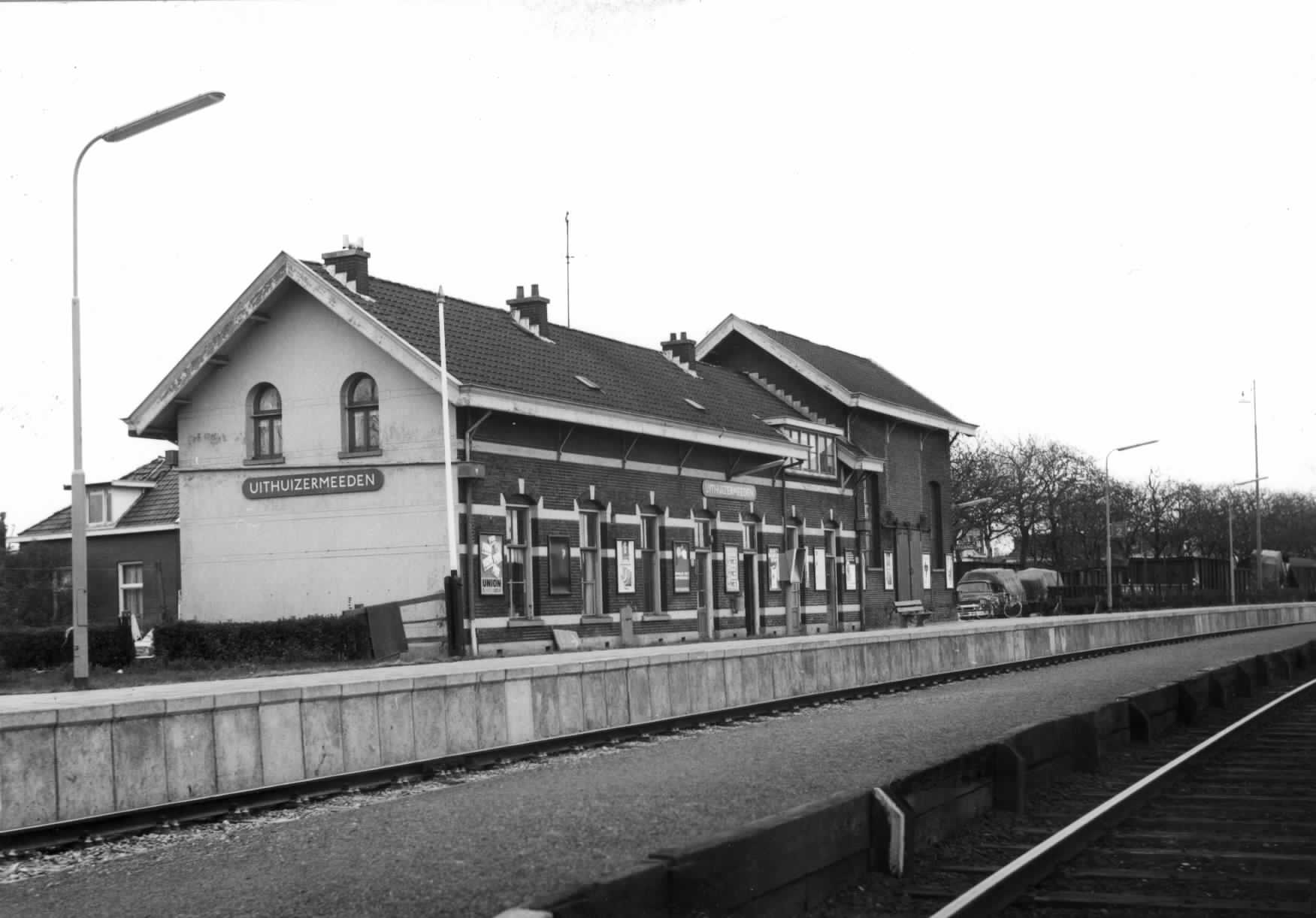
Het station in 1970
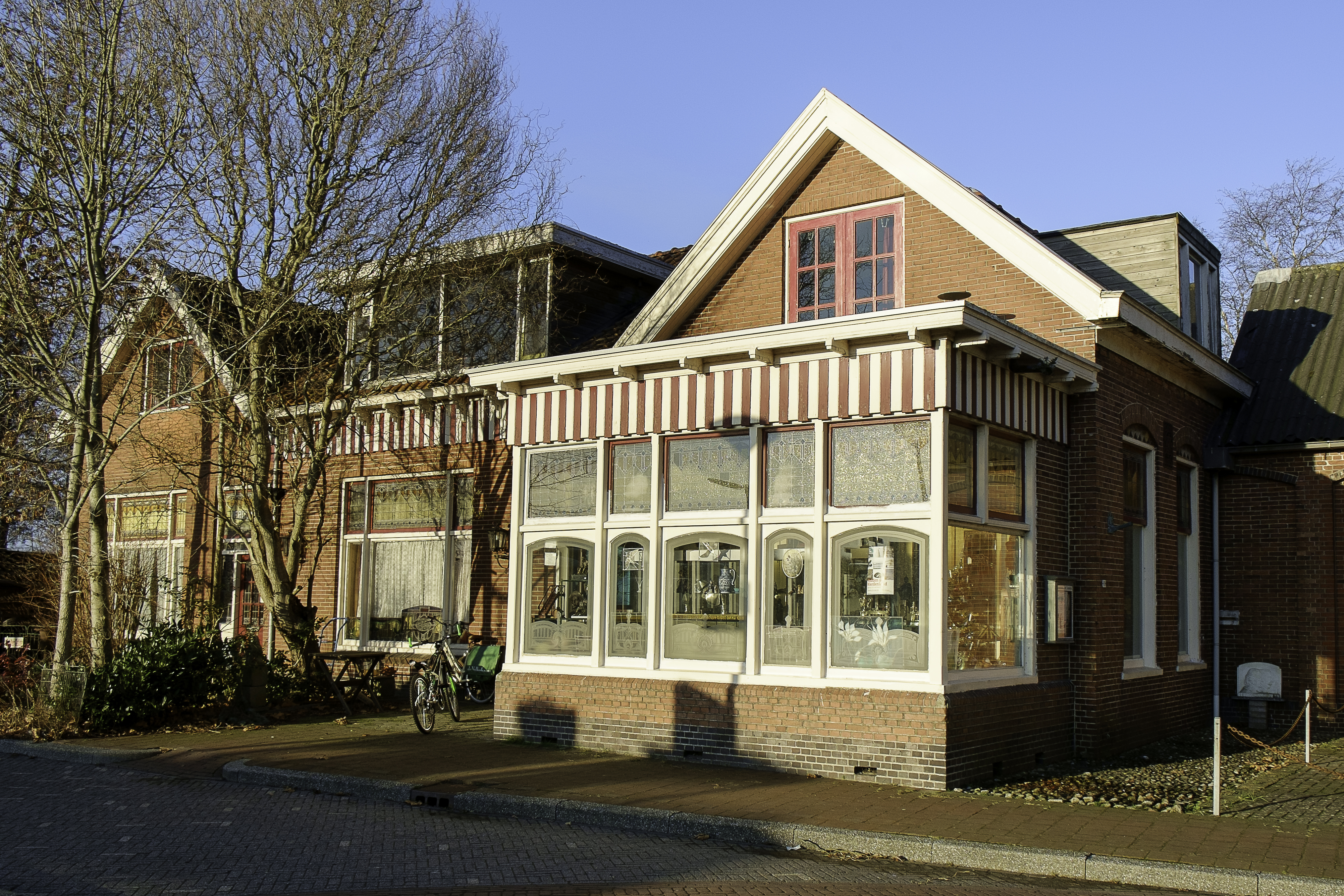
Voormalig stationskoffiehuis tegenover het station
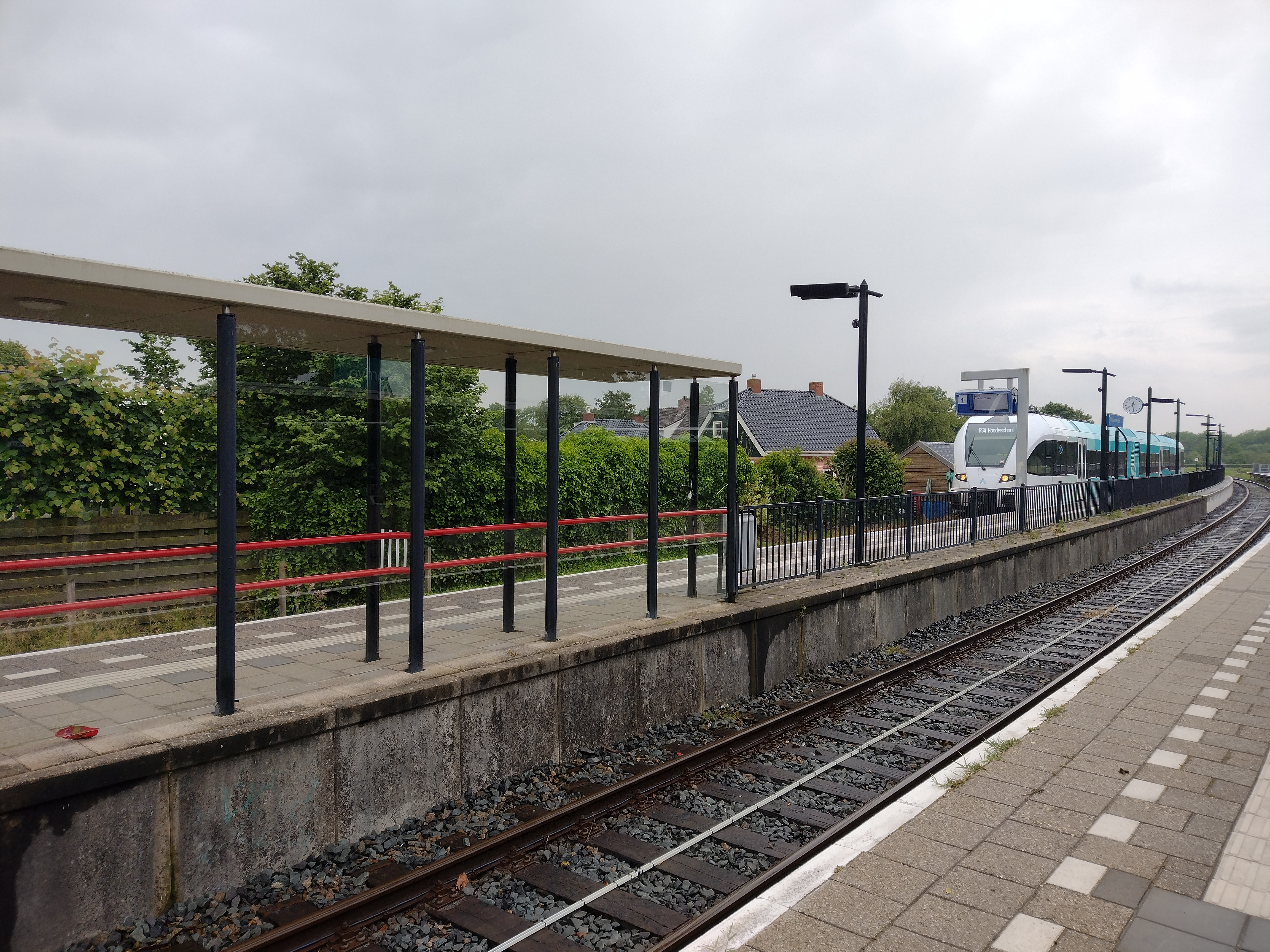
Arriva GTW op het station
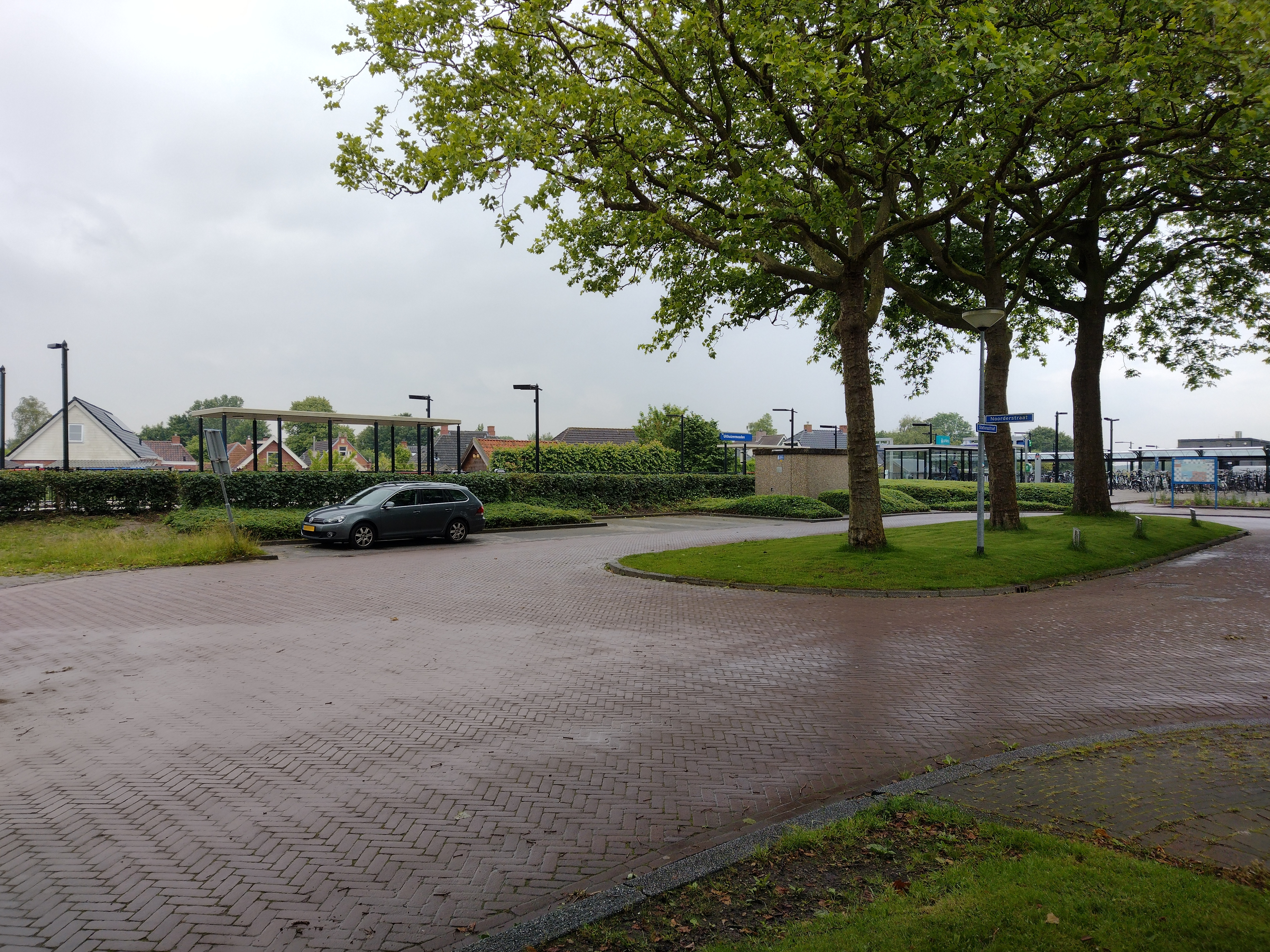
Pleintje bij het station

0,0: Sauwerd ·
4,6: Winsum ·
8,1: Baflo ·
12,8: Warffum ·
Wadwerd ·
16,0: Usquert ·
Munnikenweg ·
20,7: Uithuizen ·
Dingeweg ·
23,8: Uithuizermeeden ·
Meedsterweg ·
26,9: Roodeschool ·
1,0: Roodeschool ·
Eemshaven
Appingedam · 
Bad Nieuweschans ·
Baflo · 
Bedum · 
Delfzijl · 
-West · 
Eemshaven ·
Grijpskerk · 
Groningen · 
-Europapark ·
-Noord ·
Haren · 
Hoogezand-Sappemeer · 
Kropswolde · 
Loppersum · 
Martenshoek · 
Roodeschool · 
Sauwerd · 
Scheemda · 
Stedum · 
Uithuizen · 
Uithuizermeeden · 
Usquert · 
Veendam · 
Warffum · 
Winschoten · 
Winsum · 
Zuidbroek · 
Zuidhorn
Voormalige stations: zie de lijst van voormalige spoorwegstations in Groningen